# Aparallactus werneri
Aparallactus werneri (усамбарський багатоніжкоїд) — вид отруйних змій родини земляних гадюк (Atractaspididae). Ендемік Танзанії.

## Поширення і екологія
Усамбарські багатоніжкоїди мешкають в горах Норт-Паре, Усамбара і Улугуру на сході Танзанії. Вони живуть у вологих прибережних лісах і вологих саванах, на висоті до 1600 м над рівнем моря. Відкладають яйця.